# Металлург (стадион, Днепропетровск)
«Металлург» — стадион в Днепропетровске, который существовал в период с 1939 по 2005 год, пока не был разрушен и на его месте не был построен новый стадион «Днепр-Арена». Был домашним стадионом ФК «Сталь» и ФК «Металлург» (ныне — «Днепр»).

## Прежние названия
- 1939—1949 — «Сталь»
- 1949—2005 — «Металлург»

## История
В тридцатые годы прошлого века в Днепропетровске было несколько небольших стадионов. Главным был «Динамо», располагавшийся рядом с парком имени Т. Шевченко, но он не мог вместить всех желающих.
Стадион «Сталь» (с 1949 — «Металлург») сооружался быстрыми темпами и был введен в эксплуатацию в 1939 году. На трех трибунах могли разместиться около 30 000 зрителей. В дальнейшем стадион так и не «округлили». Четвертую трибуну предполагалось достроить позже. Существовало несколько проектов, но не один из них так и не был воплощен в жизнь. На открытие стадиона пришли более 25 000 зрителей — такого скопления народа в одном месте Днепропетровск ещё не видел. Болельщики стали свидетелями товарищеского матча между местной «Сталью» и законодателем моды советского футбола той эпохи — московским «Динамо». Итог встречи был вполне закономерен — 4:2 в пользу именитых гостей. Ну, а свой первый официальный матч «Сталь» на новом стадионе провела 6 августа. В рамках 1/16 финала Кубка СССР хозяева уступили со счётом 0:1 ленинградской команде «Сталинец».
Позже на стадионе были проведены сотни матчей. Гостями днепропетровских футболистов были команды из всех республик СССР, а также зарубежные команды из Финляндии, Польши, Румынии, Австрии и других стран. Но самым знаковым матчем в истории стадиона стал четвертьфинал Кубка СССР 1954, когда 22 сентября днепропетровский «Металлург» в дополнительное время со счетом 2:1 переиграл СКА из Ленинграда. По итогам игры команда впервые в истории пробилась в полуфинал турнира, где с сокрушительным счётом 4:0 уступила на выезде ереванскому «Спартаку».
В 1962 году главная футбольная команда города не только изменила название «Металлург» на «Днепр», но и перешла с баланса завода имени Петровского под юрисдикцию Южного машиностроительного. Стадион же оставался собственностью завода имени Петровского, поэтому вполне логично, что новое руководство «Днепра» задумались о строительстве своей арены. Открытие нового стадиона, который назвали «Метеор», состоялось 30 августа 1966. Свой последний матч в чемпионате СССР на стадионе «Металлург» «Днепр» провел 10 августа 1966 года против киевского СКА (2:3, поражение днепропетровцев). А ещё месяцем ранее (1 июля) на «Металлурге» состоялся последний международный матч — «Днепр» принимал «Гурник» (Катовице) и выиграл со счётом 4:1.
После открытия «Метеора» стадион «Металлург» потерял свое спортивное значение. Там выступали дублеры, играла женская команда «Днепр», проводили свои матчи ветераны, но все это не могло привлечь к стадиону того внимания, которое было в прошлом. Однажды, правда, «Металлург» стал «временным стадионом» для «Днепра». Это было ранней весной 1978 года, когда руководители клуба решили поберечь газон «Метеора» и первый матч 1/16 финала Кубка СССР против СКА (Одесса) провели на старом стадионе. В Днепропетровске команды сыграли 1:1, а в Одессе «Днепр» неожиданно проиграл со счётом 1:2 и выбыл из розыгрыша Кубка.
В 1990-е годы стадион заполнился «челноками» и превратился в вещевой рынок. О футболе здесь стали забывать, пока руководство «Днепра» (уже во главе с Игорем Коломойским, к которому клуб перешёл после распада СССР) не обратило взгляд на старый стадион. На месте старого «Металлурга» планировалось построить суперсовременный стадион «Днепр-Арена». К строительству приступили в 2005 году, разрушением старого стадиона. Торжественное открытие «Днепр-Арены» состоялось 14 сентября 2008 года. На новом стадионе можно увидеть основание старого. Также во время строительства решили не трогать старые ворота стадиона, в которых разместили билетные кассы.